# Ронда Раузи
Ронда Раузи (енг. Ronda Jean Rousey, рођена 1. фебруара 1987) је бивши WWE рвачица, глумица, ауторка, и бивши ММА и џудо борац.

## Олимпијска медаља
Године 2008. осваја бронзану медаљу у џудоу на Летњим олимпијским играма. Тиме постаје прва Американка са медаљом из те дисциплине. Након тога креће са њеном ММА каријером.

## Прва УФЦ шампионка
У новембру 2012, Ultimate Fighting Championship најављује да је Раузи постала први женски борац који потписује уговор са УФЦом.

## Филмографија

### Филм
| Година | Наслов                                           | Улога        | Напомена |
| ------ | ------------------------------------------------ | ------------ | -------- |
| 2014   | The Expendables 3                                | Луна         |          |
| 2015   | Паклена улице 7                                  | Кара         |          |
| 2015   | Entourage                                        | Себе         |          |
| 2018   | Mile 22                                          | Сем Шоу      |          |
| 2019   | Чарлијеви анђели                                 | Инструкторка |          |
| 2019   | Through My Father's Eyes: The Ronda Rousey Story | Себе         |          |

### Телевизија
| Година | Наслов                 | Улога           | Напомена                     |
| ------ | ---------------------- | --------------- | ---------------------------- |
| 2011   | Honoo-no Taiiku-kai TV | Себе            |                              |
| 2016   | Drunk History          | Gallus Mag      | Епизода: "Scoundrels"        |
| 2017   | Blindspot              | Devon Penberthy | Eпизода: "In Words, Drown I" |
| 2019   | 9-1-1                  | Lena Bosko      |                              |
| 2019   | Total Divas            | Себе            |                              |

### Видео игре
| Година | Наслов           | Улога(глас) | Напомена                 |
| ------ | ---------------- | ----------- | ------------------------ |
| 2014   | EA Sports UFC    | Себе        |                          |
| 2016   | EA Sports UFC 2  | Себе        |                          |
| 2018   | EA Sports UFC 3  | Себе        |                          |
| 2018   | WWE 2K19         | Себе        | Такође и снимање покрета |
| 2019   | Mortal Kombat 11 | Sonya Blade |                          |
| 2019   | WWE 2K20         | Себе        | Такође и снимање покрета |